# Engyprosopon mozambiquensis
Engyprosopon mozambiquensis is een straalvinnige vissensoort uit de familie van de botachtigen (Bothidae). De wetenschappelijke naam van de soort is voor het eerst geldig gepubliceerd in 2003 door Hensley.